# 테니스의 왕자 (뮤지컬)
《테니스의 왕자》(일본어: ミュージカル・テニスの王子様 뮤지카루 테니스노 오지사마[*])는 코노미 타케시의 동명의 만화 《테니스의 왕자》를 원작으로 만들어진 뮤지컬이다. 주인공인 세이슌 중학교 레귤러진 역의 배우들은 평균적으로 1년 반에 한 번씩 '졸업'이라는 형태로 교체되며 현재는 5번째 레귤러진이 공연하고 있다.

## 공연 목록

### 1기
- 뮤지컬 《테니스의 왕자》: 원작에서 레귤러진 선발전까지의 내용을 다루고 있다.
- 뮤지컬 《테니스의 왕자》Remarkable 1st Match 후도미네 : 후도미네 중학교와의 경기 내용을 다루고 있다.
- 뮤지컬 《테니스의 왕자》Dream Live 1st : 원작과는 관계없는 콘서트 형태의 공연이다.
- 뮤지컬 《테니스의 왕자》More Than Limit 성 루돌프 학원: 성 루돌프 학원과의 경기 내용을 다루고 있다.
- 뮤지컬 《테니스의 왕자》in winter 2004-2005 side 후도미네 ~special match~: 후도미네 중학교와의 경기 내용을 다룬 재공연이다. 2003년 교통사고로 인해 강판되었던 에치젠 료마 역의 배우 야나기 코타로가 복귀하여, Dream Live 1st부터 에치젠 료마 역을 맡고 있던 배우 엔도 유야와 더블 캐스트로 공연하였다. 이 공연을 끝으로 야나기 코타로와 엔도 유야를 제외한 첫 번째 세이가쿠 레귤러진 역의 배우진이 졸업한다.

### 2기
- 뮤지컬 《테니스의 왕자》in winter 2004-2005 side 야마부키 feat.성 루돌프 학원: 야마부키 중학교와의 경기 내용을 다루고 있다.
- 뮤지컬 《테니스의 왕자》Dream Live 2nd : 두 번째 콘서트이다. 이 공연을 끝으로 에치젠 료마 역의 배우 엔도 유야가 졸업한다.
- 뮤지컬 《테니스의 왕자》The Imperial Match 효테이 학원: 효테이 학원과의 경기 내용을 다루고 있다.
- 뮤지컬 《테니스의 왕자》The Imperial Match 효테이 학원 in winter 2005-2006: 효테이 학원과의 경기 내용을 다룬 재공연이다.
- 뮤지컬 《테니스의 왕자》Dream Live 3rd : 세 번째 콘서트이다. 이 공연을 끝으로 후지 슈스케 역의 배우 아이바 히로키를 제외한 두 번째 세이가쿠 레귤러진 역의 배우진과, 세이가쿠 1학년 부원 역을 맡고 있던 배우 이시바시 유스케,토요나가 토시유키,홋타 마사루가 졸업한다.

### 3기
- 뮤지컬 《테니스의 왕자》Advancement Match 롯가쿠 feat.효테이 학원: 롯가쿠 중학교와의 경기 내용을 다루고 있다. 3기 카이도 카오루의 배우가 도중에 빠지는 바람에 2기 카이도 카오루였던 쿠지라이 쿄스케가 롯가쿠전에서 다시 한번 무대위에 섰다.
- 뮤지컬 《테니스의 왕자》Absolute King 릿카이 feat.롯가쿠 First Service: 릿카이 대학 부속 중학교와의 경기 내용 중 복식 경기 내용을 다루고 있다. 3기 카이도 카오루 역의 야나기시타 토모가 합류하였다.
- 뮤지컬 《테니스의 왕자》Dream Live 4th: 4번째 콘서트이다.
- 뮤지컬 《테니스의 왕자》Absolute King 릿카이 feat.롯가쿠 Second Service: 릿카이 대학 부속 중학교의 경기 내용 중 단식 경기 내용을 다루고 있다. 이 공연을 끝으로 카이도 카오루 역의 배우 야나기시타 도모를 제외한 세 번째 세이가쿠 레귤러진 역의 배우진이 졸업한다.

### 4기
- 뮤지컬 《테니스의 왕자》Progressive Match 히가 feat.릿카이: 히가 중학교와의 경기 내용을 다루고 있다.
- 뮤지컬 《테니스의 왕자》Dream Live 5th: 5번째 콘서트이다. 이 공연을 끝으로 카이도 카오루 역의 배우 야나기시타 도모가 졸업한다.
- 뮤지컬 《테니스의 왕자》The Imperial Presence 효테이 feat.히가: 전국대회에서 다시 만난 효테이 학원과의 경기 내용을 다루고 있다. 이 공연은 세이가쿠 4기와 5기 및 효테이 A팀과 B팀의 더블 캐스트이며 처음으로 해외공연을 하게 되는데, 일본,대만,한국에서 공연하게 된다.
- 뮤지컬 《테니스의 왕자》The Treasure Match 시텐호지 feat.효테이: 시텐호지 중학교와의 전국대회 준결승 내용을 다루고 있다.
- 뮤지컬 《테니스의 왕자》Dream Live 6th: 이 공연을 끝으로 4기 세이가쿠 레귤러진은 졸업을 하게 된다.

### 5기
- 뮤지컬 《테니스의 왕자》The Imperial Presence 효테이 feat.히가: 전국대회에서 다시 만난 효테이 학원과의 경기 내용을 다루고 있다. 이 공연은 세이가쿠 4기와 5기 및 효테이 A팀과 B팀의 더블 캐스트이며 일본,대만에서 해외공연을 하게 된다.
- 뮤지컬 《테니스의 왕자》The Treasure Match 시텐호지 feat.효테이: 시텐호지 중학교와의 전국대회 준결승 내용을 다루고 있다.
- 뮤지컬 《테니스의 왕자》The Final Match 릿카이 First Service feat.시텐호지: 릿카이 대학 부속 중학교와의 전국대회 결승 내용 중 골든페어의 경기까지를 다루고 있다.
- 뮤지컬 《테니스의 왕자》The Final Match 릿카이 Second Service feat.Rivals: 릿카이 대학 부속 중학교와의 전국대회 결승 내용 중 료마의 기억찾기 경기 및 유키무라와의 대결을 다룬다.
- 뮤지컬 《테니스의 왕자》Dream Live 7th: 이 공연을 끝으로 5기 세이가쿠 레귤러진을 비롯한 릿카이, 라이벌즈 등 전원이 졸업을 하며 테니스의 왕자 뮤지컬 시즌1이 끝나게 된다.

## 배우

### 세이슌 학원(세이가쿠)
에치젠 료마
- 야나기 코타로: 첫 공연인 레귤러전에서 에치젠 료마 역을 맡았으나 후도미네전의 공연을 앞두고 교통사고를 당해 강판. 이후 후도미네전의 재공연과 Dream Live 2nd에서 엔도 유야와 더블캐스트로 공연, 효테이전부터 Dream Live 3rd까지 다시 에치젠 료마 역을 맡는다. Dream Live 7th 초대 세이가쿠 레귤러진으로 출연한다.
- Kimeru: 레귤러전에서는 후지 슈스케 역을 맡았으나, 야나기 코타로의 사고로 인해 후도미네전에서 에치젠 료마 역을 맡는다.
- 엔도 유야: Dream Live 1st부터 Dream Live 2nd까지 에치젠 료마 역을 연기한다.
- 사쿠라다 도리: 3기 에치젠 료마 역
- 사카모토 쇼고: 4기 에치젠 료마 역
- 타카하시 류우키: 5기 에치젠 료마 역
- 오고에 유우키: 6기 에치젠 료마 역

테즈카 쿠니미츠
- 타키카와 에이지: 1기 데즈카 쿠니미츠 역(성 루돌프전 제외), Dream Live 7th 초대 세이가쿠 레귤러진으로 출연한다.
- 오오구치 켄고: 성 루돌프전에서 데즈카 쿠니미츠 역을 맡았다.
- 시로타 유우: 2기 데즈카 쿠니미츠 역
- 미나미 케이스케: 3기 데즈카 쿠니미츠 역
- 와타나베 다이스케: 4기 데즈카 쿠니미츠 역
- 바바 료마: 5기 데즈카 쿠니미츠 역
- 와다 타쿠마: 6기 데즈카 쿠니미츠 역

오오이시 슈이치로
- 츠치야 유이치: 1기 오오이시 슈이치로 역, Dream Live 7th 초대 세이가쿠 레귤러진으로 출연한다.
- 스즈키 히로키: 2기 오오이시 슈이치로 역
- 타키구치 유키히로: 3기 오오이시 슈이치로 역
- 도요다 유야: 4기 오오이시 슈이치로 역
- 츠지모토 유키: 5기 오오이시 슈이치로 역
- 히라마키 진: 6기 오오이시 슈이치로 역

후지 슈스케
- Kimeru: 1기 후지 슈스케 역(후도미네전 초연 제외), Dream Live 7th 초대 세이가쿠 레귤러진으로 출연한다.
- 나가야마 다카시: 후도미네전 원래 배역은 기쿠마루 에이지이지만 야나기 코타로의 사고로 인해 후지 슈스케 역을 맡았다.
- 아이바 히로키: 2,3기 후지 슈스케 역. 2번째 릿카이 공연으로 졸업하였으나 2008년 전국대회 효테이전에서 헬프 멤버로 후루카와 유타와 더블캐스트로 출연한다.
- 후루카와 유타: 4기 후지 슈스케 역
- 하시모토 타이토: 5기 후지 슈스케 역
- 미츠야 료: 6기 후지 슈스케 역

키쿠마루 에이지
- 이치 타로: 레귤러전 초연과 후도미네전 초연에서 키쿠마루 에이지 역을 맡았다.
- 나가야마 다카시: 1기 키쿠마루 에이지 역(레귤러전 초연,후도미네전 초연 제외), Dream Live 7th 초대 세이가쿠 레귤러진으로 출연한다.
- 아다치 오사무: 2기 키쿠마루 에이지 역
- 세토 코지: 3기 키쿠마루 에이지 역
- 하마오 쿄스케: 4기 키쿠마루 에이지 역
- 티카사키 쇼타: 5기 키쿠마루 에이지 역
- 코세키 유우타: 6기 키쿠마루 에이지 역

이누이 사다하루
- 아오야마 소타: 1기 이누이 사다하루 역, Dream Live 7th 초대 세이가쿠 레귤러진으로 출연한다.
- 아라키 히로후미: 2기 이누이 사다하루 역
- 나카야마 마세이: 3기 이누이 사다하루 역
- 타카하시 유타: 4기 이누이 사다하루 역
- 아라이 유스케: 5기 이누이 사다하루 역
- 테루마: 6기 이누이 사다하루 역

카와무라 타카시
- 아베 요시츠구: 1기 카와무라 타카시 역(레귤러전 재연,성 루돌프전 제외)
- 모리모토 료지: 레귤러전 재연에서 카와무라 타카시 역을 맡았다.
- 키타무라 에이키: 성 루돌프전에서 카와무라 타카시 역을 맡았다. Dream Live 7th 초대 세이가쿠 레귤러진으로 출연한다.
- 코타니 요시카즈: 2기 카와무라 타카시 역
- 와타나베 코지: 3기 카와무라 타카시 역
- 오가사와라 히로아키: 4기 카와무라 타카시 역, 드림라이브 5th까지 카와무라 타카시 역을 맡았다.
- 공대유: 4기 카와무라 타카시 역, 전국대회 효테이전이후 4기 졸업때까지 카와무라 타카시 역을 맡았다.
- 쵸 잇코: 5기 카와무라 타카시 역
- 츠루미 토모히로: 6기 카와물 타카시 역

모모시로 타케시
- 모리야마 에이지: 1기 모모시로 타케시 역, Dream Live 7th 초대 세이가쿠 레귤러진으로 출연한다.
- 카지 마사키: 2기 모모시로 타케시 역
- 타카기 신페이: 3기 모모시로 타케시 역
- 마키타 테츠야: 4기 모모시로 타케시 역
- 노부야마 도시히로: 5기 모모시로 타케시 역
- 카미츠루 토오루: 6기 모모시로 타케시 역

카이도 카오루
- 고모토 나오야: 1기 카이도 카오루 역, Dream Live 7th 초대 세이가쿠 레귤러진으로 출연한다.
- 쿠지라이 코스케: 2기 카이도 카오루 역, 3기 롯가쿠 전 공연
- 야나기시타 토모: 3기 카이도 카오루 역, 4기 Dream Live 5th까지 공연 후 졸업
- 히라타 유이치로: 4기 카이도 카오루 역, 야나기시타 도모의 졸업 전까지는 더블 캐스트
- 하야시 아키히로: 5기 카이도 카오루 역
- 이케오카 료스케: 6기 카이도 카오루 역

### 후도미네 중학교
타치바나 킷페이
- 스가와라 다쿠마: 후도미네전 초연 출연
- YOH: 후도미네전 재연,드림라이브 2nd,드림라이브 4th,전국대회 시텐호지전 후기공연 출연
- 키타다이 다카시: 전국대회 시텐호지전 전기 공연, 드림라이브 6th 출연

이부 신지
- 코니시 히로키(료세이): 후도미네전 초연, 드림라이브 1st, 후도미네전 재연 출연
- 오오타 모토히로: 전국 릿카이 세컨드 서비스, 드림라이브 7th 출연

카미오 아키라
- 마츠이 야스유키: 후도미네전 초연 출연
- 후지와라 유키: 후도미네전 재연, 드림라이브 2nd, 드림라이브 4th 출연

이시다 테츠
- 미야노 마모루: 후도미네전 초연, 후도미네전 재연, 드림라이브 2nd, 드림라이브 4th, 드림라이브 5th 출연

사쿠라이 마사야
- 타카기 슌: 후도미네전 초연, 후도미네전 재연, 드림라이브 2nd, 드림라이브 4th 출연

### 성 루돌프 학원
- 아카자와 요시로: 아오키 켄지
- 미즈키 하지메: 시오자와 히데마사
- 야나기사와 신야: 시노다 미츠요시
- 키사라즈 아츠시: 카토 료스케
- 후지 유타:  KENN
- 카네다 이치로: 마츠오카 유키

### 야마부키 중학교
- 미나미 켄타로: 야자키 히로시
- 센고쿠 키요스미: 와다 마사토
- 아쿠츠 진: JURI, 시미즈 료타로(전국대회 시텐호지전 전기공연,드림라이브 6th,전국 릿카이 세컨드 서비스,드림라이브 7th)
- 히가시카타 마사미: 하야시 이오리
- 무로마치 토지: 야나기사와 타카히로
- 단 타이치: 카와쿠보 유키

### 효테이 학원
- 아토베 케이고:
  - 카토 카즈키: 관동,개선
  - 쿠보타 유키: 전국A,전국 릿카이 세컨드 서비스,드림라이브 7th
  - 이노우에 마사히로: 전국B
- 오시타리 유우시:
  - 사이토 타쿠미: 관동,개선
  - 아키야마 신타로: 전국A,B
- 무카히 가쿠토:
  - 아오야기 루이토: 관동,전국A,개선
  - 후쿠야마 세이지: 전국B
- 시시도 료:
  - 카마카리 겐타: 관동,전국A,개선
  - 무라이 료타: 전국B
- 아쿠타가와 지로:
  - Takuya: 관동,전국A,개선
  - 나이토 타이키: 전국B
- 오오토리 쵸타로:
  - 다테 코지: 관동
  - 세토 유스케: 전국A,개선
  - 이용은: 전국B
- 카바지 무네히로:
  - 와시미 료: 관동,전국A,개선
  - 키와타 죠지: 전국B
- 히요시 와카시:
  - 카와이 류노스케: 관동,전국A,개선
  - 호소가이 케이: 전국B,전국 릿카이 세컨드 서비스,드림라이브 7th

### 롯가쿠 중학교
- 아오이 켄타로: 카와하라 가즈마
- 쿠로바네 하루카제: 신도 가쿠
- 사에키 코우지: 이레이 가나타
- 아마네 히카루: IRE
- 이츠키 마레히코: 이케가미 소마
- 키사라즈 료: 카토 료스케

### 릿카이 대학 부속 중학교
- 유키무라 세이이치:
  - (관동)야가미 렌
  - (전국)마스다 토시키
- 사나다 겐이치로:
  - (관동,전국)카네사키 켄타로
- 야나기 렌지:
  - (관동)오노 켄토
  - (전국)야마오키 유우키
- 야규 히로시:
  - (관동,전국)바바 토오루
  - (전국 서포터)오노다 류노스케
- 니오 마사하루:
  - (관동,전국)나카가우치 마사타카
  - (전국 서포터)와다 타이스케
- 마루이 분타:
  - (관동)키리야마 렌
  - (전국)아카바 미오
- 쟈칼 쿠와하라:
  - (관동)유우키 쥬타
  - (전국)토다 신고
- 키리하라 아카야:
  - (관동,전국)오오카와 겐키
  - (전국 서포터)니시무라 미츠아키

### 히가 중학교
- 키테 에이시로: Luke.C
- 치넨 히로시: 하야시노 다케시
- 히라코바 린: 사이토 야스카
- 카이 유지로: 시노타니 히지리, 이마이 츠네미츠
- 타니시 케이: 마츠자키 유타카

### 시텐호지 중학교
- 토야마 킨타로:
  - (A팀)키도 유야
  - (B팀)카와하라다 타쿠야
- 시라이시 쿠라노스케:
  - (A팀)하루카와 쿄스케
  - (B팀)사사키 요시히데
- 치토세 센리:
  - (A팀)이소가이 류우코
  - (B팀)오오야마 마사시
- 콘지키 코하루:
  - (A팀)니시야마 타케야
  - (B팀)이이즈미 마나부
- 히토우지 유우지:
  - (A팀)히라노 료
  - (B팀)우에노모리 마코토
- 오시타리 켄야:
  - (A팀)우에하라 타쿠야
  - (B팀)미즈타 코우키
- 이시다 긴:
  - (A팀)히로세 유스케
  - (B팀)요네야마 유타
- 자이젠 히카루:
  - (A팀)사토 히사노리
  - (B팀)카와스미 비신

### 기타
- 에치젠 난지로: 우에시마 유키오는 원래 연출,안무를 담당하는 스탭이지만 에치젠 난지로 역할로도 출연한다.